# Transtrand
Transtrand – miejscowość (tätort) w Szwecji, w regionie administracyjnym (län) Dalarna, w gminie Malung-Sälen.
Według danych Szwedzkiego Urzędu Statystycznego liczba ludności wyniosła: 369 (31 grudnia 2015), 369 (31 grudnia 2018) i 367 (31 grudnia 2019).